# Rafael Degollada

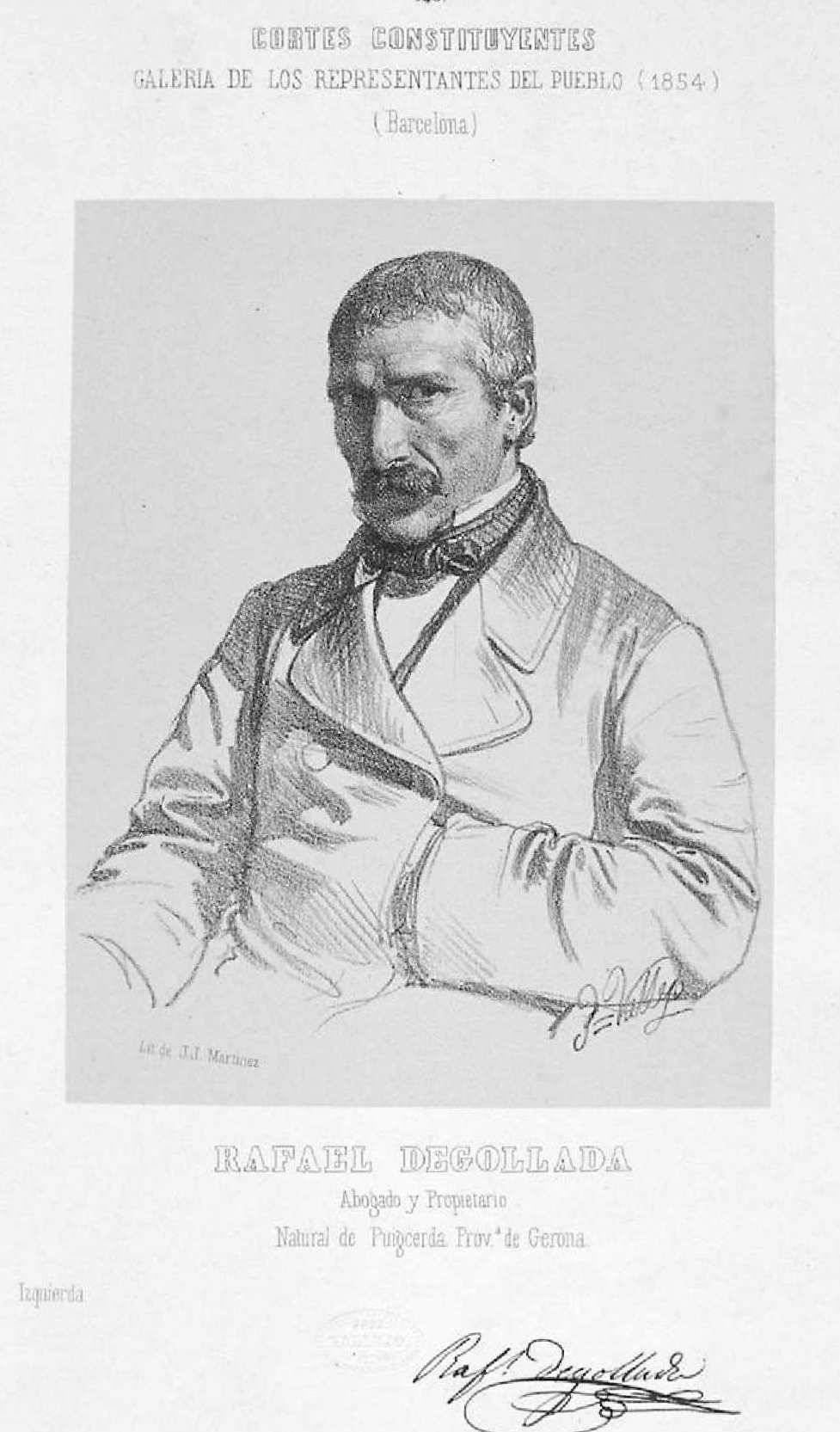
Retrato de Rafael Degollada, litografía de José Vallejo y Galeazo. Cortes Constituyentes: galería de los representantes del pueblo (1854) Barcelona. Inscripción: «Rafael Degollada / Abogado y Propietario / Natural de Puigcerda Prov.ª de Gerona / Izquierda». Facsímil del autógrafo.

Rafael Degollada Guitart (Puigcerdá, 20 de abril de 1799-Barcelona, 1876) fue un abogado y político español, natural de Puigcerdá. Fue elegido diputado en las elecciones de enero de 1840 por la circunscripción de Lérida, aunque al anularse el acta de Tremp quedó como diputado suplente, y de nuevo en marzo de 1841, en esta ocasión a la vez que obtenía el acta de diputado por Gerona, optando por el escaño correspondiente a esta. En 1854, elecciones a Cortes constituyentes, lo fue por la circunscripción de Barcelona.

## Biografía
Procurador síndico del ayuntamiento de Barcelona, presidente de una sociedad secreta de carácter republicano denominada Vengadores de Alibaud, participó en las bullangas barcelonesas de 1835 y 1837, formando parte en la primera de la Junta Auxiliar Consultiva que, tras la quema de conventos y de la fábrica Bonaplata, trató de canalizar la agitación popular y plantear condiciones a la regente María Cristina de Borbón-Dos Sicilias. Al ser sofocados los tumultos fue deportado junto con otros liberales exaltados y republicanos, primero a las Canarias, tras el nombramiento de Francisco Espoz y Mina como nuevo capitán general de Cataluña y el ascenso al Gobierno de Juan Álvarez Mendizábal, y posteriormente a Cuba, tras el nombramiento del barón de Meer como capitán general de Cataluña.
De vuelta en la península fue elegido diputado en 1840 y de nuevo en 1841, ya con Espartero como regente. Siendo juez de primera instancia en Barcelona, fue miembro de la Junta Suprema de Gobierno formada en la ciudad en junio de 1843 para forzar el fin de la regencia de Espartero. Tras su caída y exilio el 30 de julio de 1843 y el estallido de la «revolución centralista» conocida como la Jamància en septiembre de ese año, se puso al frente de la Junta Suprema provisional de la provincia de Barcelona al morir el 4 de septiembre por fuego artillero su primer presidente, el coronel Antonio Baiges. Los sublevados reclamaban la formación de una Junta Central de Gobierno o, cuando menos, la convocatoria de Cortes Constituyentes, según habían pactado la junta formada en junio y el general Serrano, teniendo como objetivo el derrocamiento de Espartero, acuerdo que rechazaba el gobierno progresista formado en Madrid por Joaquín María López y representado en Cataluña por el gobernador militar de Barcelona, el brigadier Juan Prim. Al frente de la Junta, alzada el 2 de septiembre «al grito salvador de Constitución, Isabel II, Independencia nacional y Junta Central», firmó el 5 de septiembre el manifiesto que llamaba a las armas a la nación, y el 21 el decreto que declaraba «traidor a su patria» al brigadier Prim y lo privaba de todos sus grados y honores. Tras la proclamación de la mayoría de edad de Isabel II y la capitulación de los centralistas, el 22 de noviembre fue embarcado con los restantes miembros de la Junta en el vapor mercante Fenicio con destino a Portvendres.
Al regresar al poder los progresistas fue elegido diputado en las elecciones a Cortes Constituyentes de octubre de 1854 por la circunscripción de Barcelona, con 7826 votos de los 8761 emitidos, manteniéndose en el escaño hasta la disolución del Congreso y el fin del bienio progresista.
En 1869 publicó en Barcelona junto a Juan Pons Subirá y Cristóbal Noves el libro: Solución única de todos los problemas políticos, filosóficos y religiosos y base única para la sólida organización de la Sociedad, en el que, acogiéndose al pensamiento de Pierre Leroux, a quien tenían por «el primer filósofo de este siglo», denunciaban «la absoluta falta de verdaderas creencias religiosas, junto con la indiferencia, la tibieza y la falsedad de ellas» como la causa principal junto con el egoísmo y el materialismo de los males que afligen a las naciones, a las que solo el amor puede curar: «fuera del Amor –escribían– no hay salvación posible». Su propuesta será, por ello, la de seguir una religión sencilla, clara y comprensible cuya formulación encuentran en el Decálogo y los Evangelios. A este libro, cargado de conceptos religiosos tomados del cristianismo, siguió el mismo año, antes incluso de que se celebraran las elecciones a Cortes Constituyentes, un escrito en defensa de la coronación de Baldomero Espartero como rey de España, folleto de 39 páginas titulado El pacificador de España D. Baldomero Espartero, duque de la Victoria para Rey de los españoles / por los autores y propietarios de "La Luz de la Verdad" y del opúsculo "Solución única de todos los problemas políticos, filosóficos y religiosos", Rafael Degollada, Juan Pons Subirá, Cristóbal Noves, asunto sobre el que volverán un año después con la publicación de un nuevo folleto: Obstáculos que impiden la pronta y acertada elección de monarca. Para Degollada y sus colegas no eran las Cortes las que debían elegir al monarca sino el pueblo español, pues nada más satisfactorio «para el hombre popular y salido del pueblo» que era Espartero que verse elevado al poder supremo por cientos de miles de españoles y no por unos pocos centenares de diputados, y en tal sentido dirigieron una petición formal al Congreso el 30 de octubre de 1869, cuando se iniciaban los debates para elegir al jefe del Estado.